# Den russisk-kinesisk traktat om godt naboskab, venskab og samarbejde
Den russisk-kinesisk traktat om godt naboskab, venskab og samarbejde (russisk: Российско-китайский договор о добрососедстве, дружбе и сотрудничестве, tr. Rossijsko-kitajskij dogovor o dobrososedstve, druzjbe i sotrudnitjestve) er en strategisk traktat, der blev skrevet underskrevet af Jiang Zemin og Vladimir Putin den 16. juli 2001.
Traktaten er grundlaget for fredelige forbindelser, økonomisk samarbejde samt diplomatisk og geopolitisk støtte. Traktaten understreger en gensidig, samarbejdsvilje om miljøteknologiske regler og energieffektivitet, samt samarbejde om international økonomi og handel.
Artikel 9 i traktaten kan ses som en forsvarspagt og andre artikler, A7 og A16, peger på et udvidet militært samarbejde, herunder udveksling af "militær knowhow", A16, der indbefatter kinesisk adgang til russiske militær teknologi. Dokumentet bekræfter samtidigt Ruslands anerkendelse af Taiwan som "en uadskillelig del af Kina", A5, og understreger forpligtelse til at sikre "national enhed og territoriale integritet" for begge lande, A4.